# Stade André-Kamperveen
Le stade André-Kamperveen (André Kamperveenstadion) est un stade de football situé à Paramaribo au Suriname.
D'une capacité de six mille spectateurs, il sert de stade principal à l'équipe du Suriname de football, ainsi qu'à trois clubs de football, le SV Transvaal, le SV Robinhood et le Walking Bout Company.